# Campionati asiatici di ciclismo su strada
I Campionati asiatici di ciclismo su strada UCI (en. UCI Asian Cycling Championships; fr. Championnats Continentaux d'Asie UCI) sono una competizione di ciclismo su strada organizzata dalla Confederazione Asiatica di Ciclismo (ACC), in cui concorrono ciclisti facenti parte dei Paesi membri dell'ACC stessa. Si disputano gare in linea e a cronometro maschili e femminili in tre categorie: Junior, Under-23 e Elite.

## Campioni in carica
aggiornato all'edizione 2023.
| Uomini Elite    | Uomini Elite       |
| --------------- | ------------------ |
| In linea        | Gleb Brussenskiy   |
| Cronometro      | Yevgeniy Fedorov   |
| Uomini Under-23 |                    |
| In linea        | Ruslan Aliyev      |
| Cronometro      | Andrey Remkhe      |
| Uomini Juniores |                    |
| In linea        | Tinnapat Muangdet  |
| Cronometro      | Mikhail Podluzhnyy |

| Donne Elite    | Donne Elite         |
| -------------- | ------------------- |
| In linea       | Nguyễn Thị Thật     |
| Cronometro     | Olga Zabelinskaya   |
| Donne Under-23 |                     |
| Cronometro     | Yanina Kuskova      |
| Donne Juniores |                     |
| In linea       | Thi Ngoc Thao Thach |
| Cronometro     | Thi Be Hong Nguyen  |

| Cronometro a squadre miste | Cronometro a squadre miste |
| -------------------------- | -------------------------- |
| Elite                      | Kazakistan                 |
| Juniors                    | Kazakistan                 |

## Storia
La prima edizione si disputò nel 1963 a Kuala Lumpur, in Malaysia. Sino al 1999 il campionato veniva disputato una volta ogni due anni. Attualmente viene corso annualmente.
Nel 2005 furono creati i Circuiti continentali UCI e le gare maschili Elite entrarono a far parte del circuito UCI Asia Tour, come gare di classe CC (Campionati continentali).

## Formato
Le prove del campionato asiatico si svolgono normalmente tra gennaio e febbraio nello spazio di cinque giorni; nel 2019 si sono svolte in aprile. 

## Edizioni
| Anno | Nazione             | Città                         |
| ---- | ------------------- | ----------------------------- |
| 1963 | Malaysia            | Kuala Lumpur                  |
| 1965 | Filippine           | Manila                        |
| 1967 | Thailandia          | Bangkok                       |
| 1969 | Corea del Sud       | Seul                          |
| 1971 | Singapore           | Singapore                     |
| 1973 | Giappone            | Izu                           |
| 1975 | annullati           | annullati                     |
| 1977 | Filippine           | Manila                        |
| 1979 | Malaysia            | Kuala Lumpur                  |
| 1981 | Thailandia          | Bangkok                       |
| 1983 | Filippine           | Manila                        |
| 1985 | Corea del Sud       | Incheon                       |
| 1987 | Indonesia           | Giacarta                      |
| 1989 | India               | Nuova Delhi                   |
| 1991 | Cina                | Pechino                       |
| 1993 | Malaysia            | Ipoh                          |
| 1995 | Filippine           | Quezon                        |
| 1997 | Iran Corea del Sud  | Teheran (uomini) Seul (donne) |
| 1999 | Giappone            | Maebashi                      |
| 2000 | Cina                | Shanghai                      |
| 2001 | Taipei cinese       | Kaohsiung – Taichung          |
| 2002 | Thailandia          | Bangkok                       |
| 2003 | Corea del Sud       | Changwon                      |
| 2004 | Giappone            | Yokkaichi                     |
| 2005 | India               | Ludhiana                      |
| 2006 | Malaysia            | Kuala Lumpur                  |
| 2007 | Thailandia          | Bangkok                       |
| 2008 | Giappone            | Nara                          |
| 2009 | Indonesia           | Tenggarong                    |
| 2010 | Emirati Arabi Uniti | Sharja                        |
| 2011 | Thailandia          | Nakhon Ratchasima             |
| 2012 | Malaysia            | Kuala Lumpur                  |
| 2013 | India               | Nuova Delhi                   |
| 2014 | Kazakistan          | Astana                        |
| 2015 | Thailandia          | Nakhon Ratchasima             |
| 2016 | Giappone            | Izu                           |
| 2017 | Bahrein             | Manama                        |
| 2018 | Birmania            | Naypyidaw                     |
| 2019 | Uzbekistan          | Taškent                       |
| 2020 | annullati           | annullati                     |
| 2021 | annullati           | annullati                     |
| 2022 | Tagikistan          | Dušanbe                       |
| 2023 | Thailandia          | Rayong                        |

## Albo d'oro
Gara in linea
- Gara in linea maschile Elite
- Gara in linea maschile Under-23
- Gara in linea maschile Juniors
- Gara in linea femminile Elite
- Gara in linea femminile Under-23
- Gara in linea femminile Juniors

Cronometro
- Cronometro individuale maschile Elite
- Cronometro individuale maschile Under-23
- Cronometro individuale maschile Juniors
- Cronometro individuale femminile Elite
- Cronometro individuale femminile Under-23
- Cronometro individuale femminile Juniors

Cronometro a squadre
- Cronometro a squadre maschile
- Cronometro a squadre femminile
- Cronometro a squadre miste
- Cronometro a squadre miste Juniors